# Lithophyllon undulatum
Lithophyllon undulatum är en korallart som beskrevs av Rehberg 1892. Lithophyllon undulatum ingår i släktet Lithophyllon och familjen Fungiidae. IUCN kategoriserar arten globalt som nära hotad. Inga underarter finns listade i Catalogue of Life.